# Purple Haze (marijuana)
Pour les articles homonymes, voir Purple Haze.

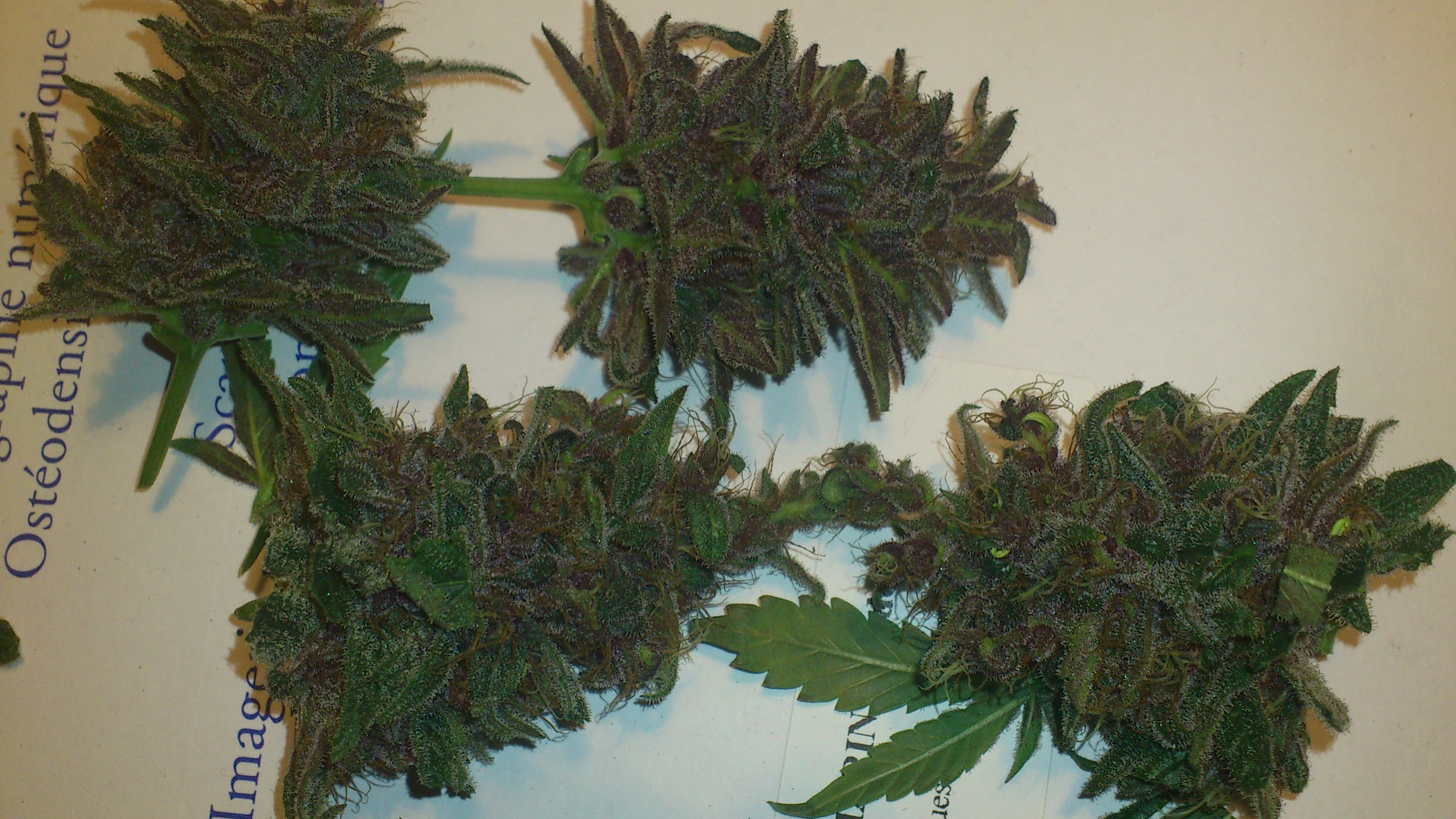
Fleurs coupées de Purple Haze

La Purple Haze est une variété de cannabis créée dans les années 60. Celle-ci se distingue par des fleurs qui, dans certaines circonstances, deviennent violettes (au lieu de vert).
La variété aurait été conçue avec une sélection de trois variétés : la Purple Thaï, la Haze et un hybride inconnu.
Cette plante est vigoureuse et peut atteindre une hauteur considérable si l'on y met les conditions nécessaires. Elle présente des internœuds plutôt espacés et une période de floraison longue: proche du phénotype sativa. Son taux de THC est généralement assez élevé.
Dans le cas d'une consommation récréative, certains consommateurs expriment un effet puissant, plutôt rapide, cérébral et créatif.

## Autres significations
Purple Haze est également le titre d'une chanson de Jimi Hendrix, ainsi que d'une autre du rappeur Ateyaba.
Purple Haze est aussi le nom d'une marque de bonbons aromatisés au cannabis. La saveur est due à l'huile de chanvre comprise dans la préparation des friandises. Bien que le bonbon en ait le goût, le consommateur ne ressent aucun effet. Malgré cela, la légalité de cette friandise est contestée par certains élus aux États-Unis.